# Cukrárna (seriál)
Cukrárna je český televizní seriál České televize z let 2010 a 2011 scenáristy Jana Míky natočený režisérem Dušanem Kleinem.

## Obsazení

### Hlavní role
| Veronika Žilková  | Radka Sladká    |
| Naďa Konvalinková | Dana Křížová    |
| Jana Štěpánková   | Olga Janovská   |
| Iva Janžurová     | Bláža Kohoutová |

### Vedlejší role
| Jan Hrušínský      | František Sladký                       |
| Petra Tenorová     | Iva Sladká                             |
| Gerron Stewart     | Petr Sladký „osmička“                  |
| Matyáš Valenta     | Pavel Sladký „devítka“                 |
| Veronika Divišová  | Adélka Sladká                          |
| Václav Postránecký | děda Křemen                            |
| Jan Dolanský       | Hynek Votýpka                          |
| Jan Přeučil        | Alan Kůrka                             |
| Jitka Čvančarová   | Mgr. Květa Sýkorová („paní Vanilková“) |
| Eva Holubová       | učitelka Břízová                       |
| Jitka Smutná       | sousedka Červená                       |
| Jana Šulcová       | paní Dubská                            |
| Luba Skořepová     | trafikantka Plecitá                    |
| Bořivoj Navrátil   | Olan                                   |
| Simona Stašová     | paní Votýpková                         |

## Seznam dílů
1. Prázdný byt
2. Sladké neštěstí
3. Dopis
4. Třináctá komnata
5. Zpátky do jednadvacátého století
6. Šťastné a veselé
7. Vdovičkář
8. Rakvička
9. Balvan
10. Paní Vanilková
11. Dort
12. Specialita podniku
13. Firemní foto

## Další tvůrci
- šéfdramaturg: Ivan Hubač
- vedoucí produkce: Martin Lubomírský